# Willemstad (Noord-Brabant)

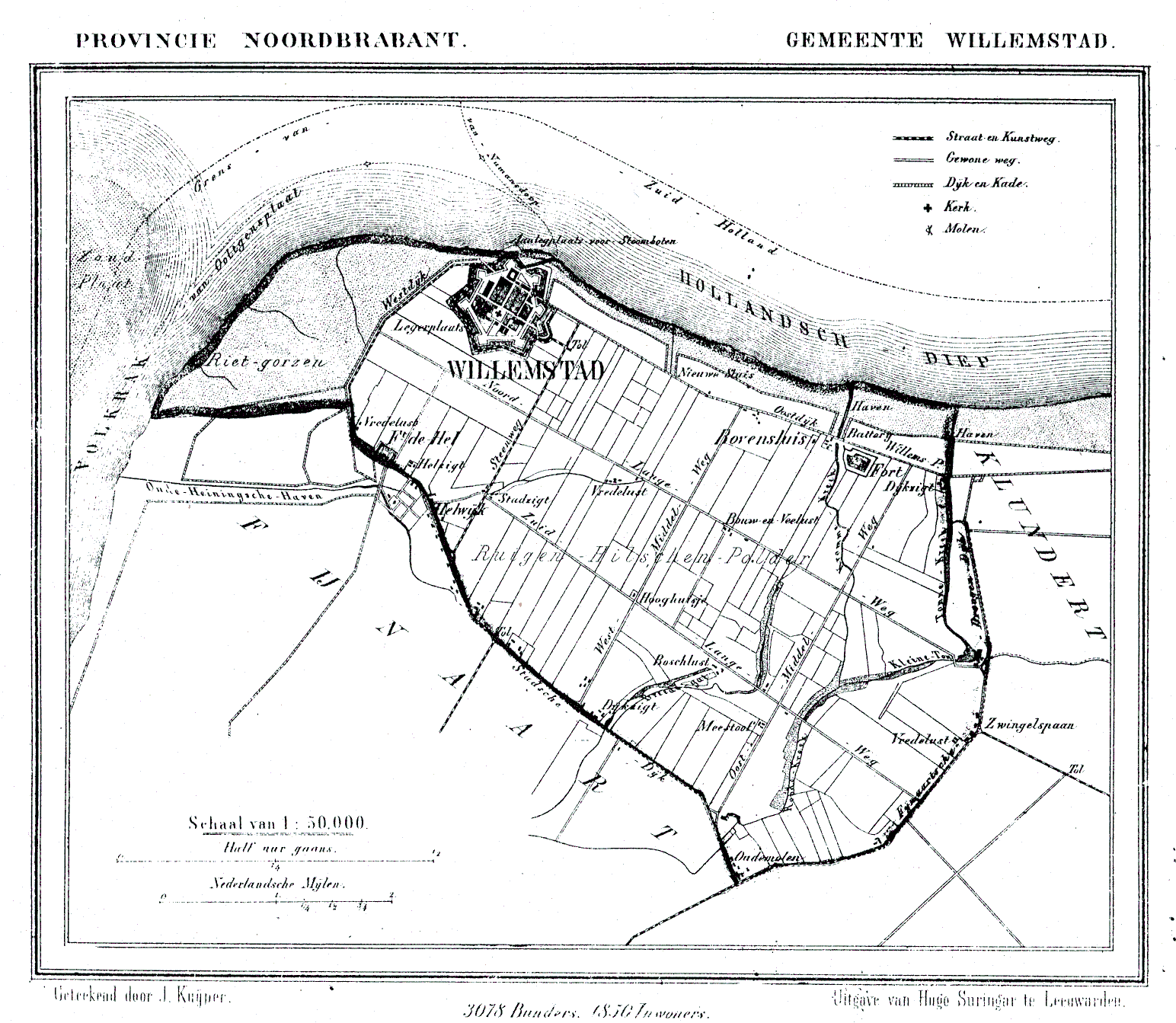
Kaart van Willemstad (1865)

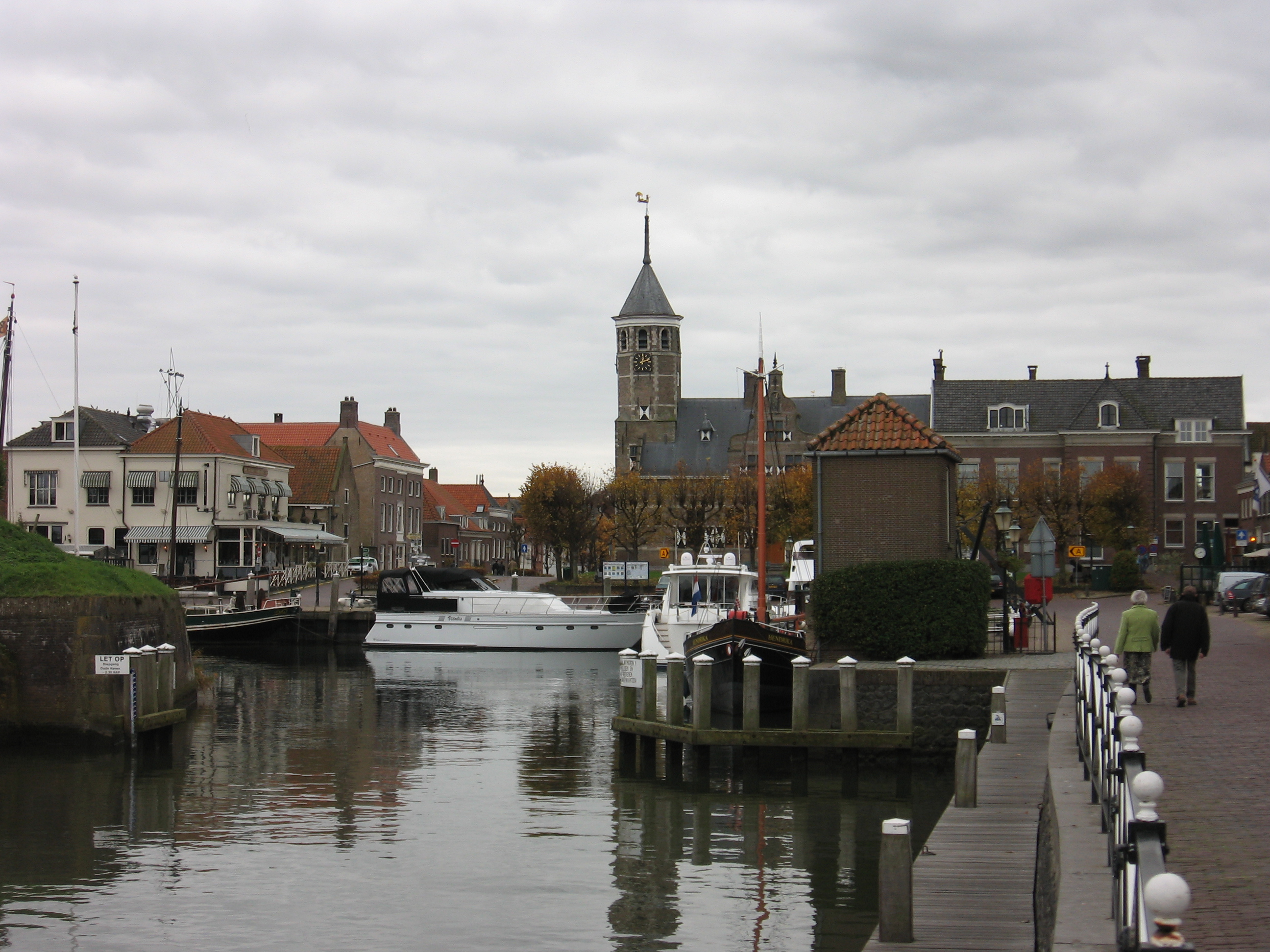
Willemstad

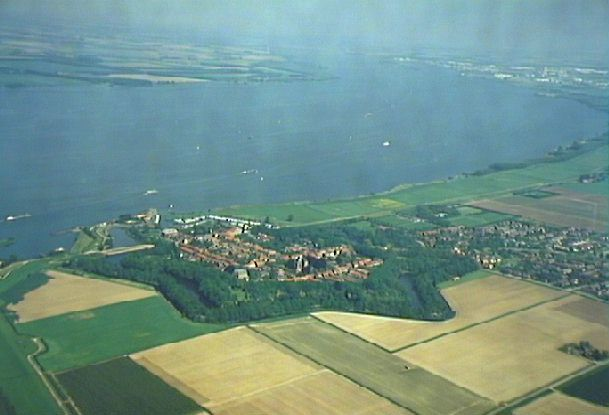
Willemstad met de Vestingwerken

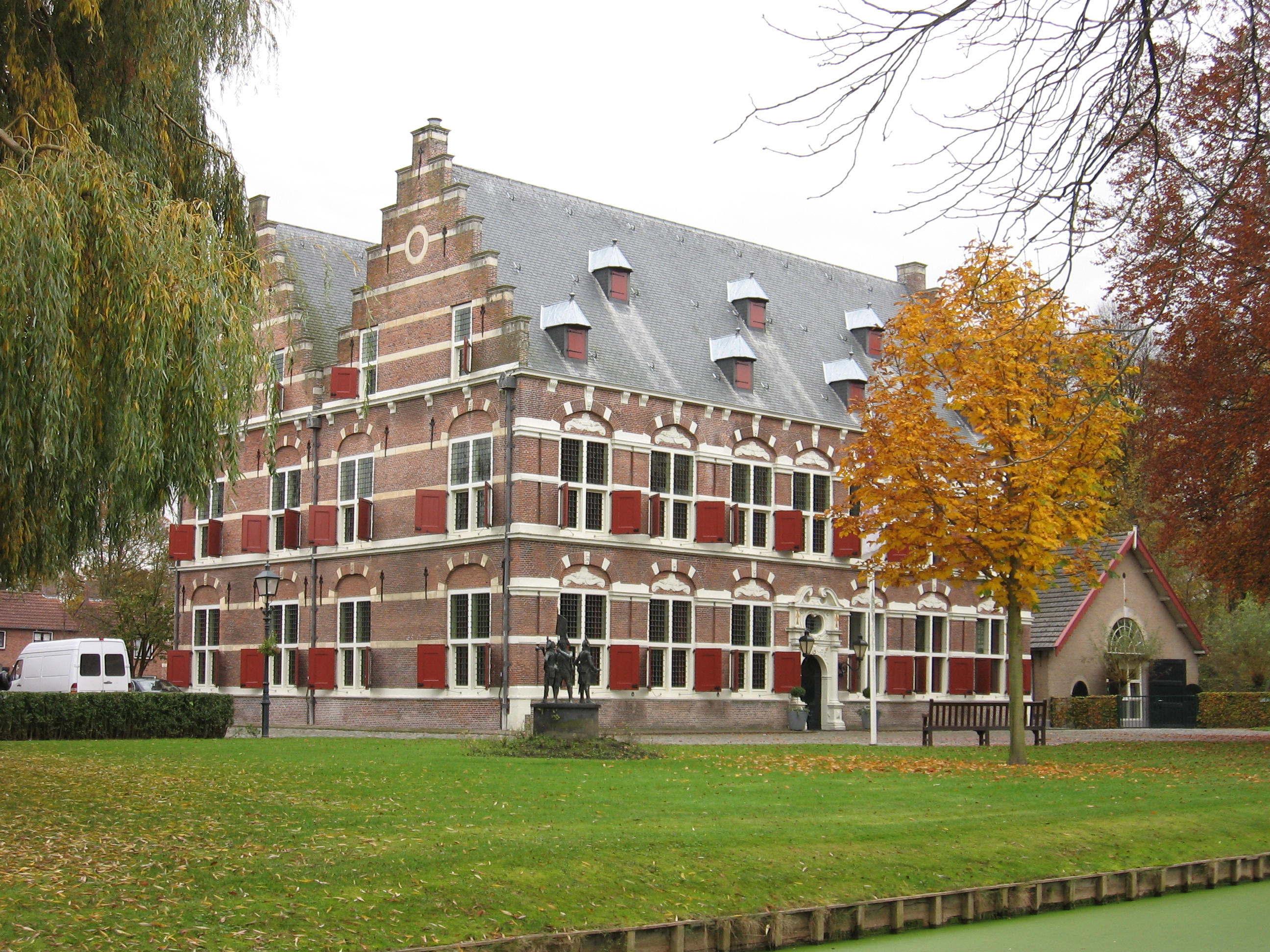
Mauritshuis

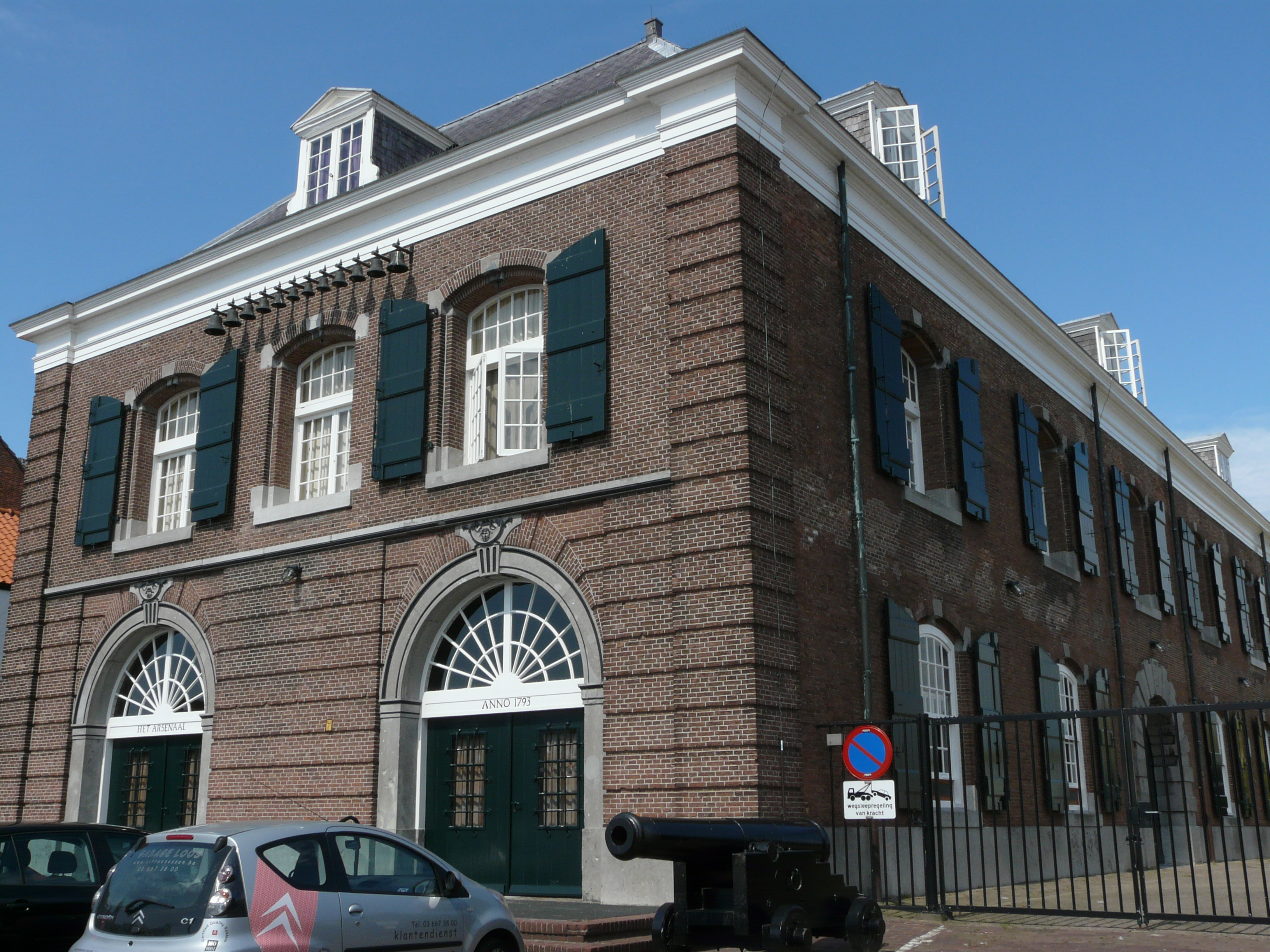
Arsenaal

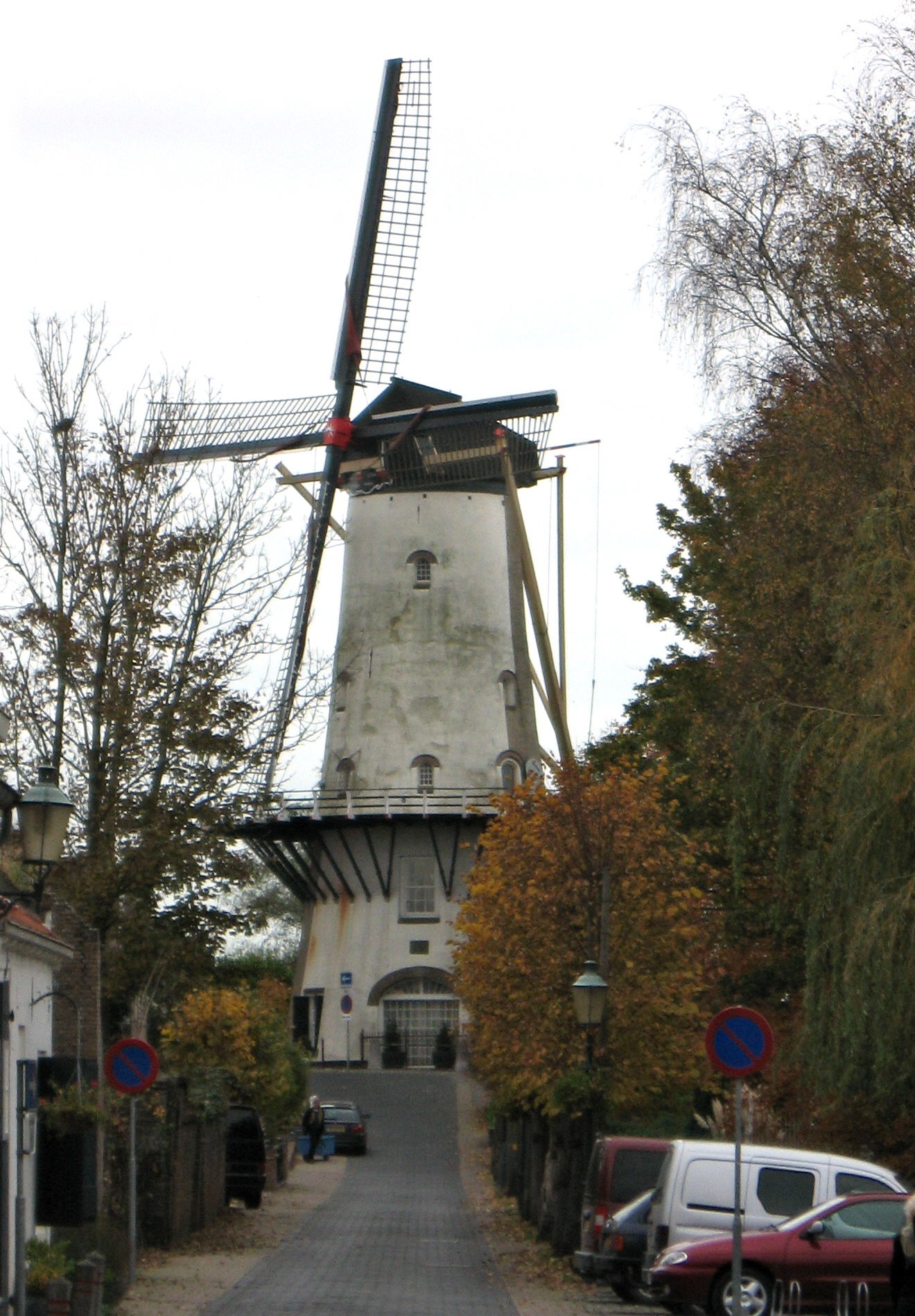
d'Orangemolen

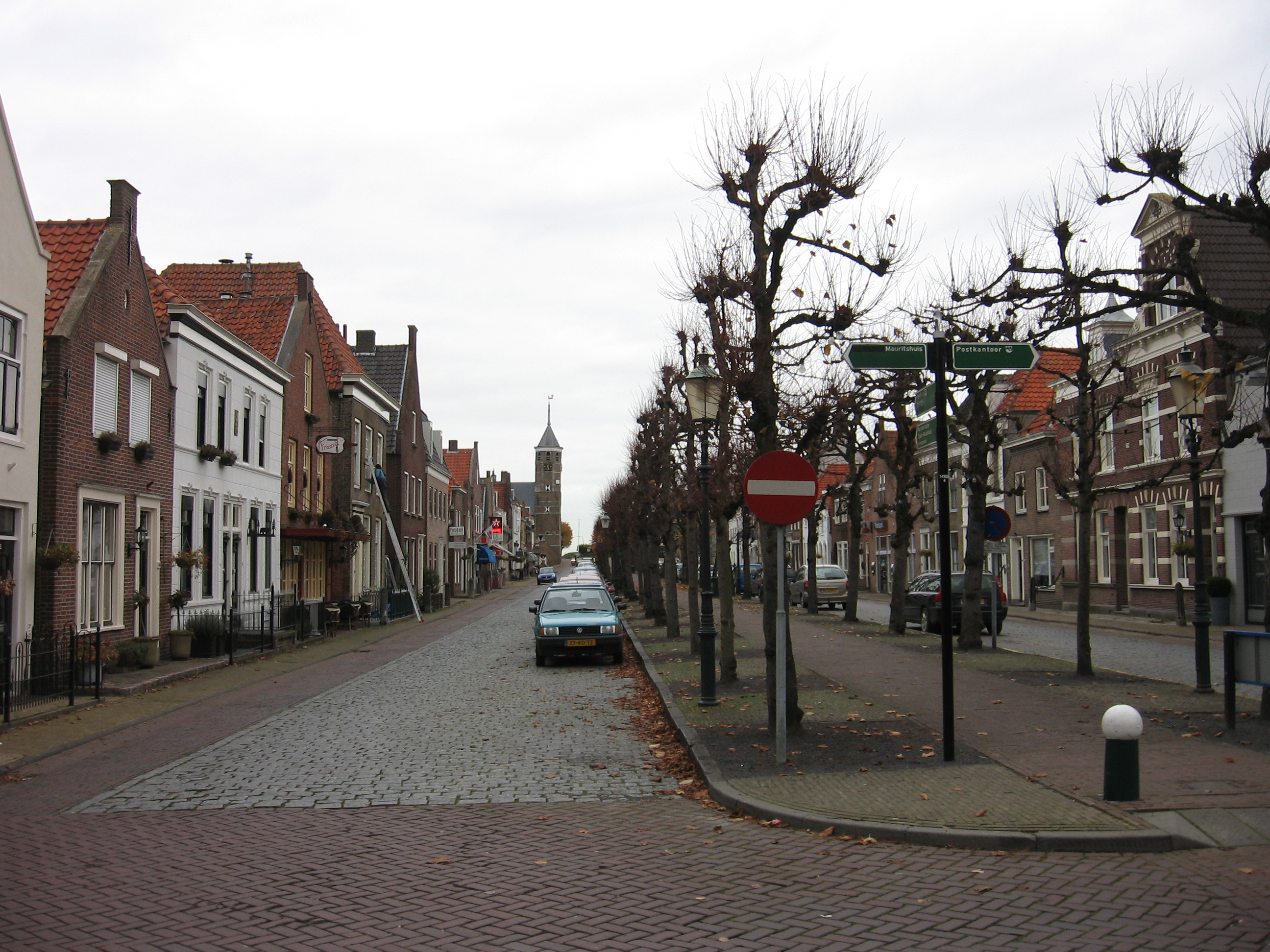
Voorstraat

Willemstad is een vestingstad en voormalige gemeente in de gemeente Moerdijk, in de Nederlandse provincie Noord-Brabant. Willemstad ligt waar Volkerak en Hollandsch Diep elkaar ontmoeten.

## Ligging
Willemstad ligt tussen Fijnaart en Numansdorp. Nabijgelegen kernen zijn Helwijk, Klundert, Den Bommel, Achthuizen. Dichtstbijzijnde grote plaatsen zijn Rotterdam, Dordrecht en Bergen op Zoom.

## Toponymie
De oorspronkelijke naam van Willemstad is Ruigenhil. Vanaf 1584 werd de naam Willemstad gehanteerd, ter ere van de in dat jaar vermoorde Willem van Oranje.

## Geschiedenis

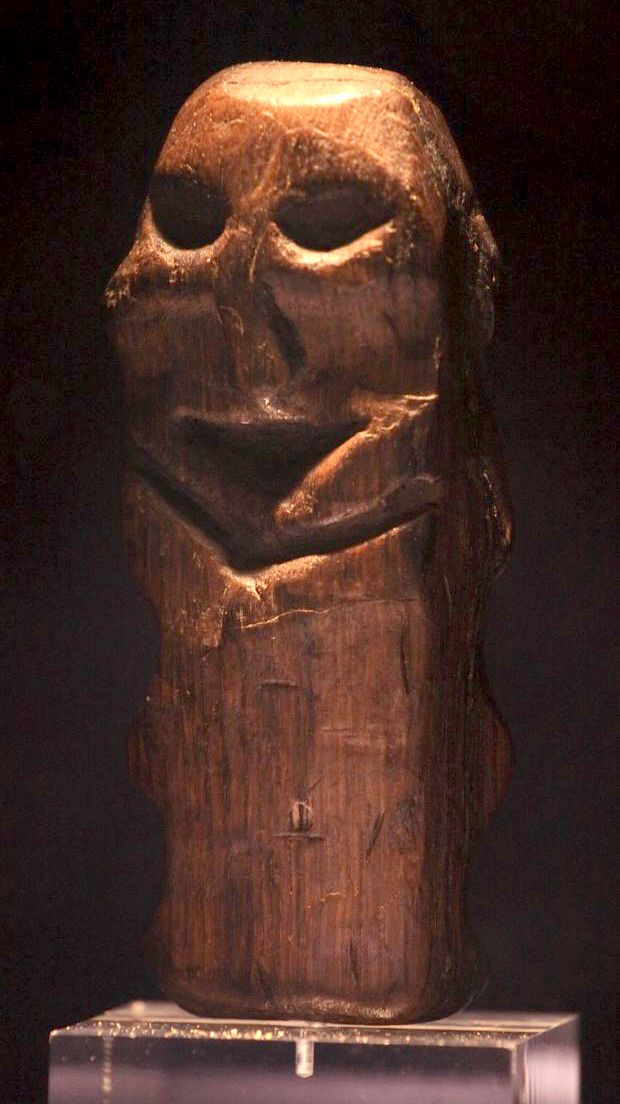
Mannetje van Willemstad

Hoewel de stad Willemstad in 1583 werd gesticht, gaan de eerste tekenen van bewoning van dit gebied vele duizenden jaren terug. Op 21 april 1966 vond men bij de aanleg van de Deltawerken een circa 6.500 jaar oud eikenhouten beeldje: het Mannetje van Willemstad. Het werd in een veenlaag op 8 meter diepte tussen de restanten van de wortels van een eik gevonden. In het mesolithicum moet het doelbewust tussen die wortels zijn geplaatst. Door de snelle stijging van de grondwaterspiegel kwam het in een gunstig conserverend milieu terecht en bleef het gespaard voor het nageslacht.
Het 'Mannetje van Willemstad' is een menselijk figuurtje waarvan alleen het hoofd herkenbare trekken heeft. Aanvankelijk werd getwijfeld aan de echtheid, vooral omdat er geen andere voorbeelden van bekend waren. Die zijn er nu wel, zodat het beeldje niet meer omstreden is.
Naar de functie van het beeldje kan slechts gegist worden. Het zou een speelgoedpopje kunnen zijn geweest, maar ook een ritueel voorwerp. Er zijn immers inheemse volken die nu nog leven zoals de jagers/verzamelaars uit het mesolithicum. Die gebruiken rijk versierde voorwerpen bij sjamanistische rituelen en begrafenisceremonies. Het Mannetje van Willemstad zou zo'n functie gehad kunnen hebben.
De eerste signalen van duidelijke bewoning vinden pas vele eeuwen later plaats. Halverwege de 16e eeuw ontstond in dit gebied het dorpje Ruigenhil. Ruigenhil kreeg in 1565 langzaamaan gestalte in de in dit gebied gelegen gors, die door Jan IV van Glymes, markies van Bergen op Zoom, was ingepolderd. Op 17 juni 1583 na de Slag bij Steenbergen namen de Spanjaarden Steenbergen in. Willem van Oranje liet Ruigenhil daarom versterken tot vesting. Na diens dood in 1584 verleende zijn zoon, Prins Maurits, de plaats in 1585 stadsrechten. Willems stad kreeg de officiële naam Willemstad.
Prins Maurits liet de 'fortificatiemeester' Adriaen Anthonisz de vesting uitbreiden tot zijn huidige vorm van een zevenpuntige ster. De bastions op de punten van de ster werden ieder genoemd naar een van de zeven provinciën die zich hadden verenigd in de strijd tegen Spanje. De plattegrond van het stadje past zo goed bij de vestingwerken dat vaak gedacht wordt dat beide tegelijk ontworpen zijn. In eerste instantie telde de vesting vijf bastions en twee kleine forten. De vesting is later meerdere malen verbeterd.

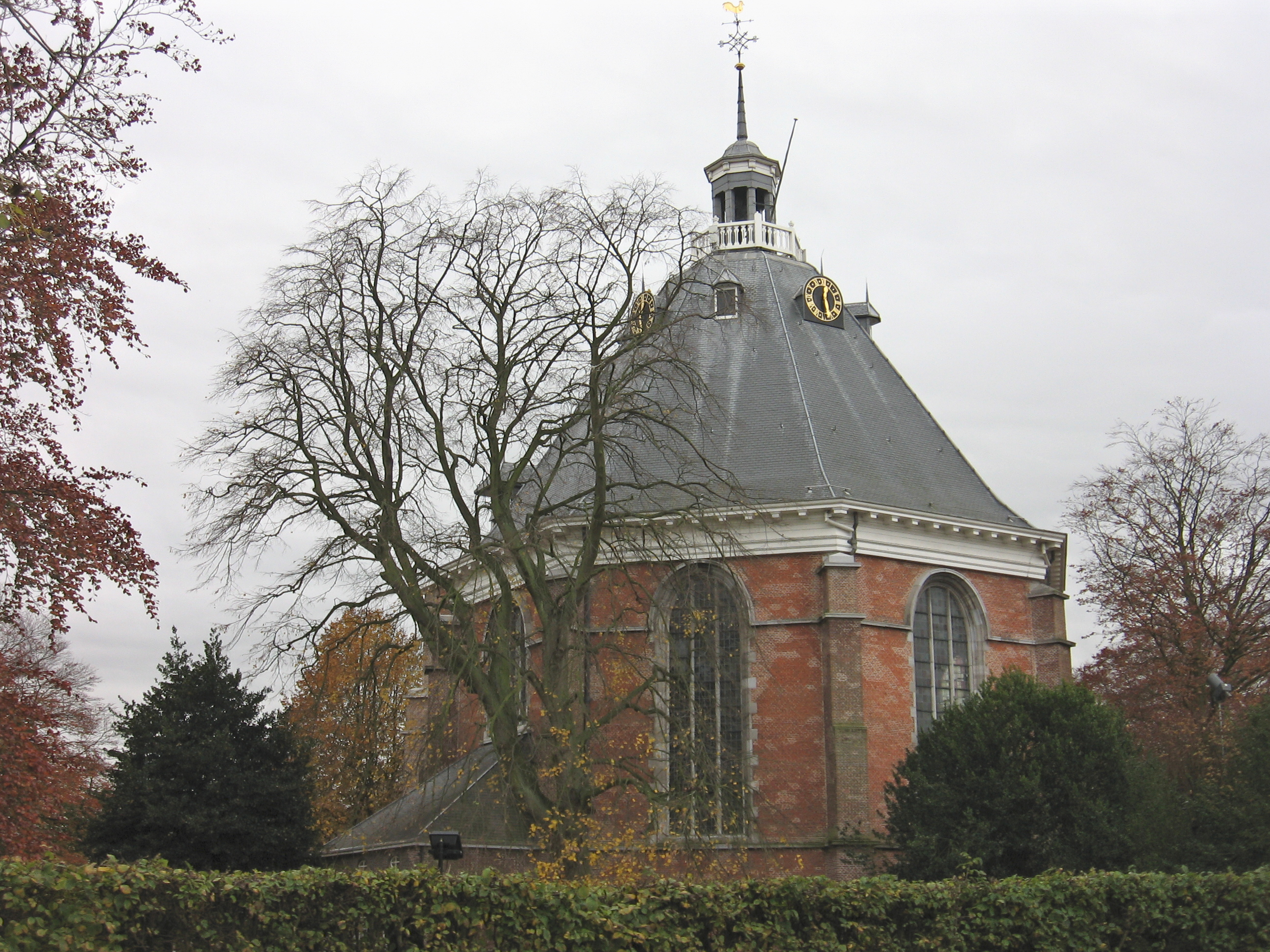
Koepelkerk

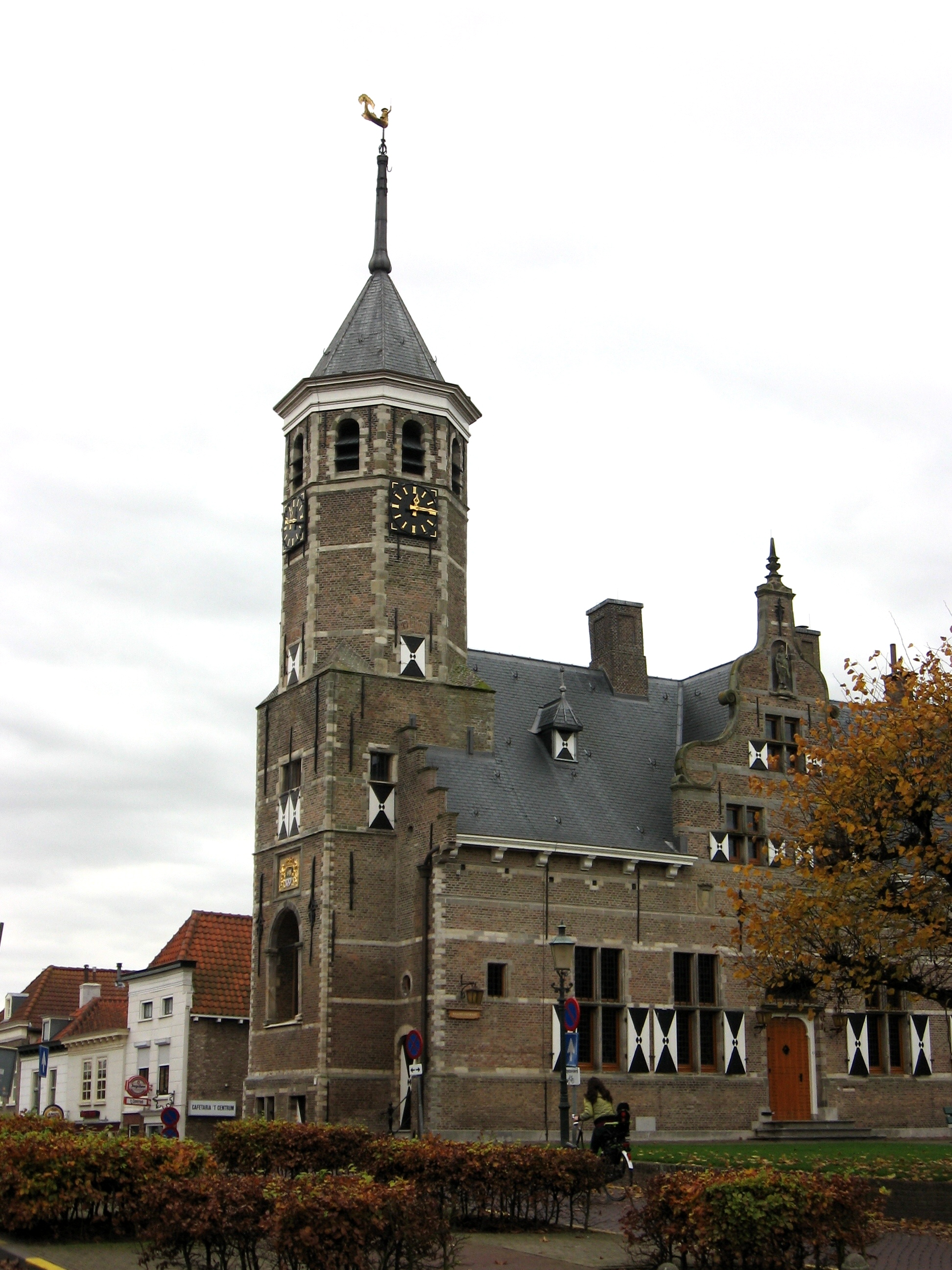
Oude Raadhuis

Ook werd, door Coenraat Norenburch, in Willemstad een protestantse kerk gebouwd, de Koepelkerk (1607). Dit is de eerste voor de protestantse eredienst gebouwde kerk in Nederland. Prins Maurits verleende financiële steun voor de kerk, op voorwaarde dat deze in een ronde of achtkante vorm zou worden gebouwd. In 1623 liet Maurits in Willemstad de Princehof bouwen (sinds 1973 Mauritshuis). Het gebouw was vanaf 1973 het stadhuis van de gemeente Willemstad, tot Willemstad in 1997 opging in de gemeente Moerdijk.
Er bestaat een band tussen Willemstad en de familie Van Oranje; een van de titels van koning Willem-Alexander is Heer van Willemstad. Zie Titels van de Nederlandse koninklijke familie.
Willemstad doorstond in 1793 een beleg door de Fransen. Op 1 maart van dat jaar werd de vestingstad onder vuur genomen door een Franse legergroep van naar schatting 8000 man onder leiding van generaal Charles-François Dumouriez. Zij schoten soms uit zes batterijen tegelijk op de vesting. Tussen de 9 à 10.000 kanonskogels en rond de 500 bommen en houwitser-granaten werden op de stad afgevuurd. De materiele schade was enorm en de polder de Ruigenhil was geïnundeerd. Het beleg hield stand tot de ochtend van 16 maart, waarna de Fransen zich langzaam terugtrokken.
Ten tijde van het beleg verbleven er ±800 burgers in de vesting waarvan er vier omkwamen (Jan van den Hil en kind, Dingena Burgerhof en Krijn van der Gijp). Een gewonde, andries Jacobsz. Schippers is eind mei overleden en werd op 29 mei in de koepelkerk begraven. Het garnizoen van Willemstad stond tijdens het beleg onder leiding van gouverneur Van Boetzelaer. In 1794 werd Willemstad alsnog ingenomen na de val van Bergen op Zoom.
In het begin van de 19e eeuw werd Willemstad bezocht door koning Lodewijk Napoleon op 27 en 28 april 1809 en door diens broer keizer Napoleon Bonaparte op 4 oktober 1811. De keizer gaf opdracht tot de bouw van een kruithuis. Na de Engelse invasie, tijdens de Walcherenexpeditie, versterkten de Fransen de kustverdediging met twee forten ten zuiden van Willemstad: Fort Sabina Henrica en Fort de Hel.
In 1874 werd Willemstad het centrum van de Stelling van het Hollandsch Diep en het Volkerak. Het moest Holland beschermen tegen troepen die vanuit Brabant het Hollandsch Diep wilden oversteken en de toegang voor schepen naar het Hollandsch Diep afsluiten. Dit laatste deed het samen met Fort Buitensluis dat aan de overkant van het water ligt. In 1922 vertrok het garnizoen definitief uit Willemstad.
In mei 1940 kwam het zover dat Willemstad werkelijk een bescheiden rol in de verdediging van Nederland speelde, aan het Zuidfront van Vesting Holland. Al sinds de mobilisatie had Willemstad weer een bescheiden garnizoen van troepen die het vestingstadje in geval van oorlog als voorverdediging van de positie Numansdorp moesten verdedigen. Met name het veerpunt was daarbij van belang. Op de vierde oorlogsdag, 14 mei 1940, kwam een Duitse verkenningseenheid met pantserwagens richting Willemstad. Na een korte schermutseling werd de verdediging opgegeven en viel Willemstad in Duitse handen. De Duitsers zouden tijdens de oorlog de oude maritieme waarde van Willemstad weer enig blazoen geven. Enkele kazematten werden op de oude wallen gebouwd en een bescheiden garnizoen was aanwezig om ze te bezetten.
Op 30 mei 1940 liep ter hoogte van Willemstad een binnenvaartschip, de Rhenus 127, op een Duitse magnetische mijn en zonk. Op het schip bevonden zich Belgische krijgsgevangen militairen die afgevoerd werden naar Duitsland. Volgens een Duits rapport waren er 167 doden; het werkelijke aantal is echter veel hoger. De meesten van hen werden begraven op een Erekerkhof bij de haven.
Tot 1 januari 1997 was Willemstad een zelfstandige gemeente, waarna het opging in de gemeente Zevenbergen. Na een naamswijziging op 1 januari 1998 kreeg deze gemeente de naam Moerdijk.

## Bezienswaardigheden
Op 28 mei 1926 werd de status van vesting bij Koninklijk besluit opgeheven. In 1970 werd de gehele voormalige vesting, inclusief de binnenstad en het schootsveld, tot beschermd stadsgezicht verklaard. De opzet van het plaatsje Ruigenhil, een voorstraatdorp met de Voorstraat en de Groenstraat en Achterstraat als achterstraten, is opgenomen in de tussen 1583 en 1587 gebouwde vesting.
Kaart van de oude vesting Willemstad.
De belangrijkste bouwwerken zijn:
- Het Mauritshuis is het oorspronkelijk buitenverblijf van Prins Maurits, uit 1623
- De Koepelkerk is de protestantse kerk, uit 1607
- De Heilige Maagd Mariakerk is de katholieke kerk, ontworpen door P. Soffers (1875)
- d'Orangemolen is een ronde stenen stellingmolen uit 1734
- Het Arsenaal stamt uit 1792 en is een ontwerp van Philip Willem Schonck
- Het Oude raadhuis stamt uit 1587 en werd verder verfraaid in 1620
- De Vestingwerken van Willemstad kwamen tot stand vanaf 1583 en hebben als zodanig dienstgedaan tot 1926
- Het voormalig Wachthuis aan de Benedenkade 4 werd opgericht in de 2e helft van de 18e eeuw.
- Vele woonhuizen stammen uit de 17e en 18e eeuw, maar ze hebben nogal eens een 19e-eeuwse voorgevel.
  - Voorstraat 25 is een huis dat oorspronkelijk uit 1636 stamt, maar een 19e-eeuwse voorgevel heeft.
  - Kerkring 37 heeft een tuitgevel en is gebouwd rond de eeuwwisseling van de 17e en de 18e eeuw.
  - Voorstraat 1-3 heeft een lijstgevel in empirestijl uit het begin van de 19e eeuw.
  - Voorstraat 63 werd gebouwd in het begin van de 19e eeuw.
  - Kerkring 25 is een neoclassicistisch herenhuis uit de 19e eeuw.
  - Voorstraat 65 is een 18e-eeuws hoekpand, "In de blaauwen Molen" genaamd. Er was een grutterij met een rosmolen in gehuisvest, "de Willemstadtsche Grutterij" geheten. Een 18e-eeuws tegeltableau toont de molen.
  - Enkele pakhuizen aan de Bovenkade uit het begin van de 18e eeuw.
- De boerderijen hebben een rechthoekig woonhuis en een grote, vrijstaande schuur met wolfsdak.
  - Oostdijk 12 heeft een 17e-eeuws woonhuis, waarvan de vensters korfbogen bezitten.
  - Oostdijk 18, Noordlangweg 4 en Steenpad 3 ("Hoeve Stadszicht") stammen uit het begin van de 19e eeuw.
- Tot de kerkgebouwen behoorden nog:
  - Aan de Benedenkade bevond zich een gereformeerde kerk uit 1841, voortkomende uit de Afscheiding van 1834. Deze werd in 1890 afgestoten en later gesloopt.
  - De Gereformeerde kerk aan de Voorstraat 40, uit 1890. Deze werd in 2004 gesloten en verkocht. In de gevel is een vierkante klokkentoren met achtkante naaldspits gebouwd.

## Natuur en landschap
Willemstad ligt aan het Hollandsch Diep, daar waar het zich splitst in Volkerak en Haringvliet. Via de Volkeraksluizen kunnen deze wateren worden bereikt.
Willemstad ligt in een zeekleipolder die in de 16e eeuw werd aangelegd. Binnen deze Polder de Ruigenhil liggen een aantal kreekrestanten die beheerd worden onder de naam Ruigenhil. Langs de buitendijkse oever van het Hollandsch Diep ligt het natuurgebied Buitengorzen, een kweldergebied. Ten westen van Willemstad ligt het natuur- en recreatieterrein Vlaakenhoek, terwijl daar weer ten zuiden van de Sint Antoniegorzen liggen, een weidevogelgebied, met aansluitend het Fort Sabina Henrica.

## Economie
Willemstad leeft voor een groot deel van toerisme en richt zich met onder andere twee jachthavens op de watersport. Naast de diverse musea binnen de vesting vormen de Volkeraksluizen vlak bij het vestingstadje een bezienswaardigheid. Willemstad is vanuit de lucht duidelijk te zien in een stervorm. Er lopen wandelpaden c.q. wandelroutes over de wallen, wandelaars lopen dus op de stervorm.

### Winkelen
Weekmarkt is er op maandagmiddag van 13:00 tot 16:00 uur.

## Onderwijs
- PCB De Singel
- OBS Willem de Zwijger

## Verenigingen
Verenigingen in Willemstad zijn onder meer:
- Voetbalvereniging VV Kogelvangers
- Havenkoor Fortitudo

## Bekende (oud-)inwoners

### Geboren
- Jaap Burger (1904-1986), Nederlands politicus
- Gerard Callenburgh (1642 - 1722), Nederlands admiraal uit de 17e eeuw
- Ada Grootenboer-Dubbelman (1965), burgemeester
- Gerrit de Jongh (1845-1917), directeur van de dienst Gemeentewerken in Rotterdam 1879-1910
- Bas Maliepaard (1938-2024), wielrenner
- Michiel Mijsberg (1677-1747), burgemeester
- Jan van den Tempel (1877-1955), Nederlands politicus

### Woonachtig
- Ansje van Brandenberg (1933), actrice, presentatrice, cabaretière
- Robert Braber, speelde in zijn jeugd bij de voetbalclub VV Kogelvangers in Willemstad
- Gert van 't Hof, presentator NOS Studio Sport

## Verkeer en vervoer

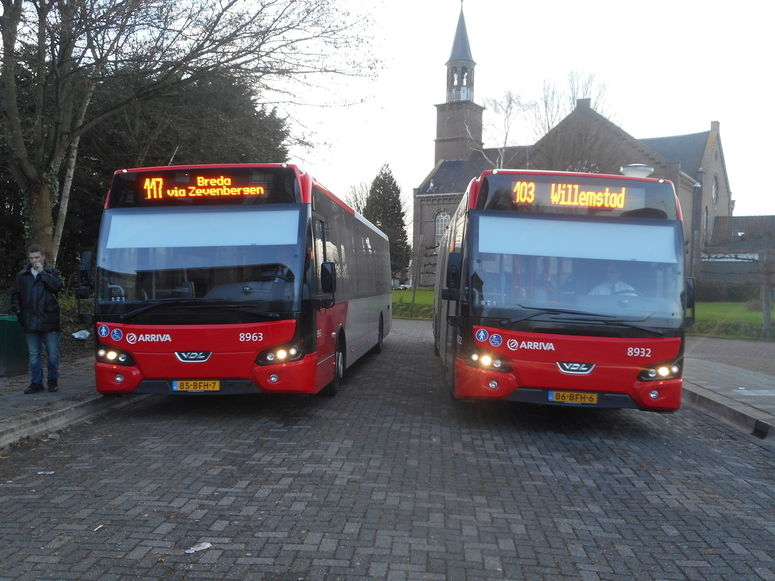
Arriva-bus naar Willemstad

Het openbaar vervoer in Willemstad wordt verzorgd door Arriva en Connexxion.

### Streekbussen
Arriva verzorgt van en naar Willemstad een streekbus.
| Lijn | Route                                                       | Frequentie                                                              |
| ---- | ----------------------------------------------------------- | ----------------------------------------------------------------------- |
| 163  | Willemstad - Oudemolen - Fijnaart - Oud Gastel - Roosendaal | - spits: 2-4x/uur - dal: 1x/uur - zaterdag: 1x/uur - zondag: rijdt niet |

In de spitsuren wordt standaard 2x/uur de gehele route gereden. In de ochtendspits rijden buiten de vakanties een versterkingsrit van Willemstad Steenpad naar Roosendaal Station, en een verdichtingsrit van Willemstad Steenpad naar Fijnaart Busstation. De rit naar Fijnaart rijdt door als lijn 173 naar Breda.
Connexxion verzorgt van en naar Willemstad een streek- en een schoolbus.
| Lijn | Route                                                |
| ---- | ---------------------------------------------------- |
| 169  | Willemstad - Numansdorp                              |
| 669  | Willemstad - Numansdorp - Klaaswaal - Oud-Beijerland |

### Veerdienst
Het Willemstadse veer vormde vanaf ongeveer 1650 de verbinding tussen Willemstad en Numansdorp. In 1966 kwam de vaste oeververbinding over de Volkeraksluizen en de Haringvlietbrug gereed en werd de dienst opgeheven.
Sinds 2010 vaart het motorschip de "Anna" voor fietsers en voetgangers van medio mei tot medio september elke woensdag tot en met zondag 4 maal per dag van Willemstad naar Numansdorp.

### Tramdienst

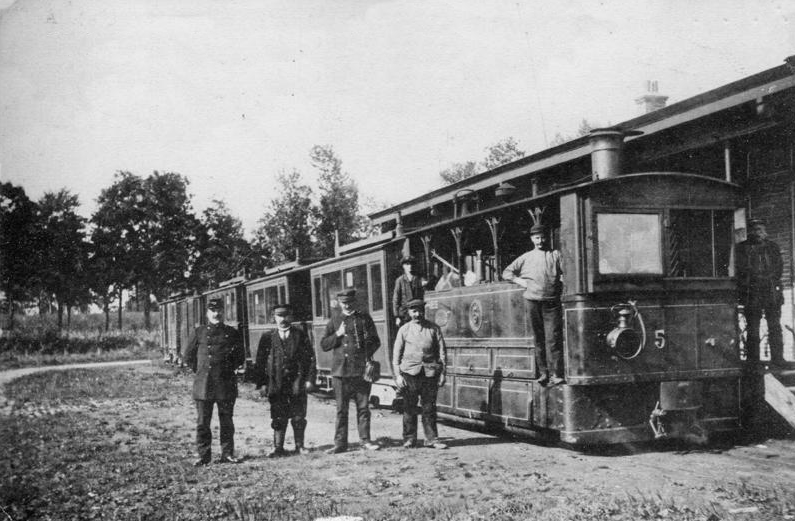
Tram van de Zuid-Nederlandsche Stoomtramweg Maatschappij staat in 1907 op het station in Willemstad klaar om naar Oud Gastel te rijden.

Tussen 1906 en 1935 heeft er tussen Roosendaal en Willemstad een (stoom)tramverbinding gelegen. De plannen voor de aanleg van deze lijn bestonden al aan het eind van de 19e eeuw. Pas in 1906 werd de lijn officieel geopend. Op 15 december 1906 begon de reguliere dienst voor passagiers. Aanvankelijk bestond er vanuit Roosendaal nog een overstap in Oud Gastel op de tram naar Willemstad, maar een paar jaar na de start reden er doorgaande trams van Roosendaal naar Willemstad. De tramrit eindigde aan de haven in Willemstad.
De rit van Roosendaal naar Willemstad duurde 1 uur en 25 minuten. De maximumsnelheid van de tram bedroeg 35 km/u, maar voorbij Oud Gastel mochten de trams op weg naar de vestingstad niet sneller dan 20 km/u rijden. Wetgeving in Noord-Brabant verbood dat tramlocomotieven floten in verband met de mogelijke geluidsoverlast. Daarom was elke tram voorzien van een luide bel. De trambaan was enkelsporig, maar op de plek van vaste haltes lag een dubbelspoor. Dat was niet bedoeld om de trams te kunnen laten passeren (dat was niet nodig - er waren niet zoveel ritten op een dag); de tweede sporen werden vaak gebruikt voor het laden en lossen van goederen. De tram werd immers niet alleen voor personenvervoer gebruikt, maar hij werd ook ingezet bij het vervoer van bijvoorbeeld suikerbieten tijdens de bietencampagne. Van Roosendaal naar Willemstad lagen de rails voornamelijk aan de rechterkant van de weg en grotendeels op een eigen baan.
Tussen Roosendaal en Willemstad waren tien haltes opgenomen; een groot deel van deze 'haltes' waren 'alleen op verzoek'. Wilde een reiziger opstappen, dan moest hij een rode vlag of een rode lantaarn opsteken.
In de jaren dertig van de 20e eeuw kreeg de tramverbinding het financieel moeilijk. In 1935 werd ze opgeheven voor het passagiersvervoer. Er rijden nu autobussen tussen Roosendaal en Willemstad welke in tegenstelling tot de tram niet door de vesting rijden maar eindigen op het Steenpad vlak voor de vesting. De lijn werd nog wel een paar jaar voor goederenvervoer gebruikt, maar halverwege 1938 was de lijn definitief opgeheven.

## Fotogalerij

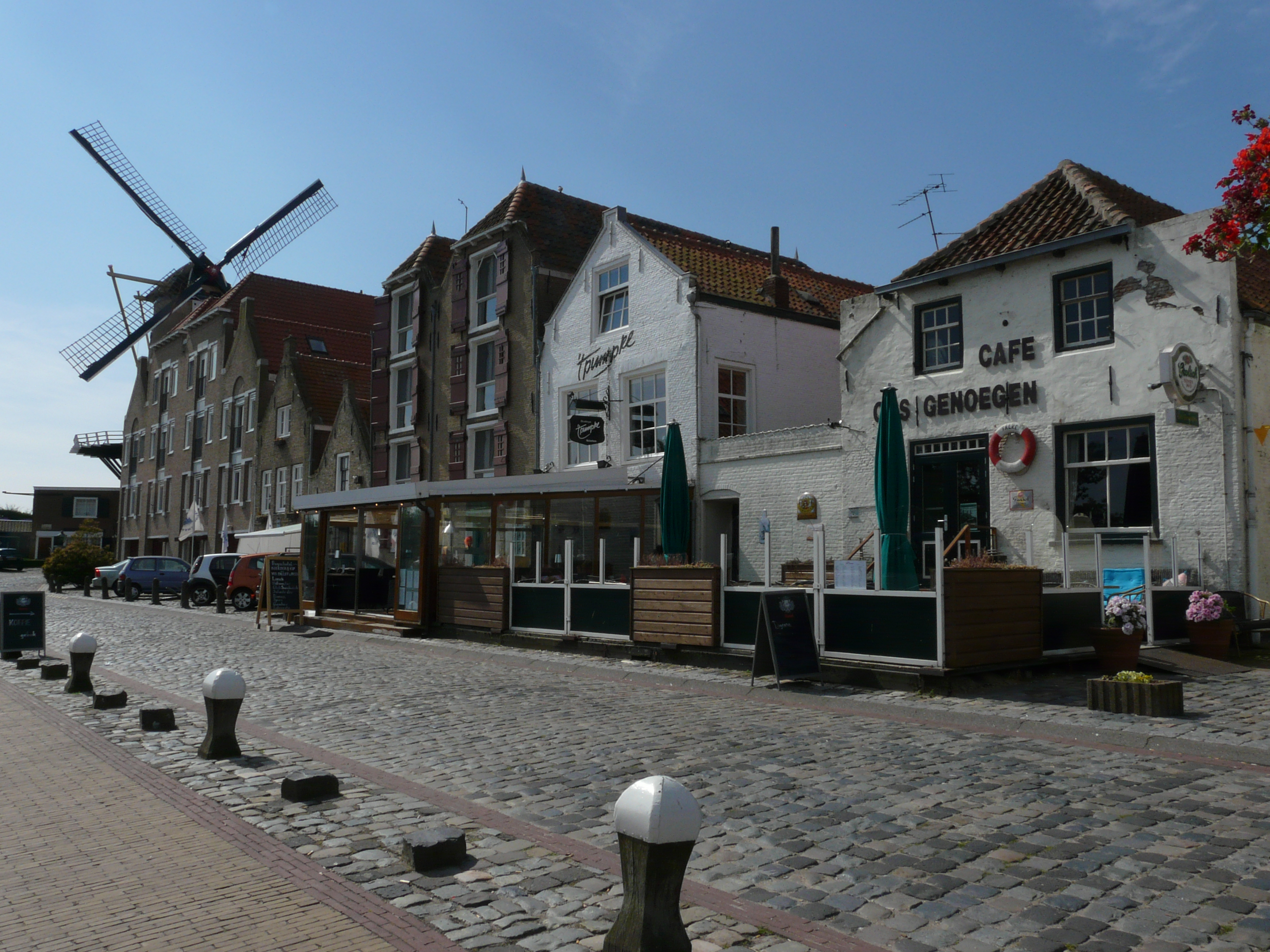
Benedenkade Haven
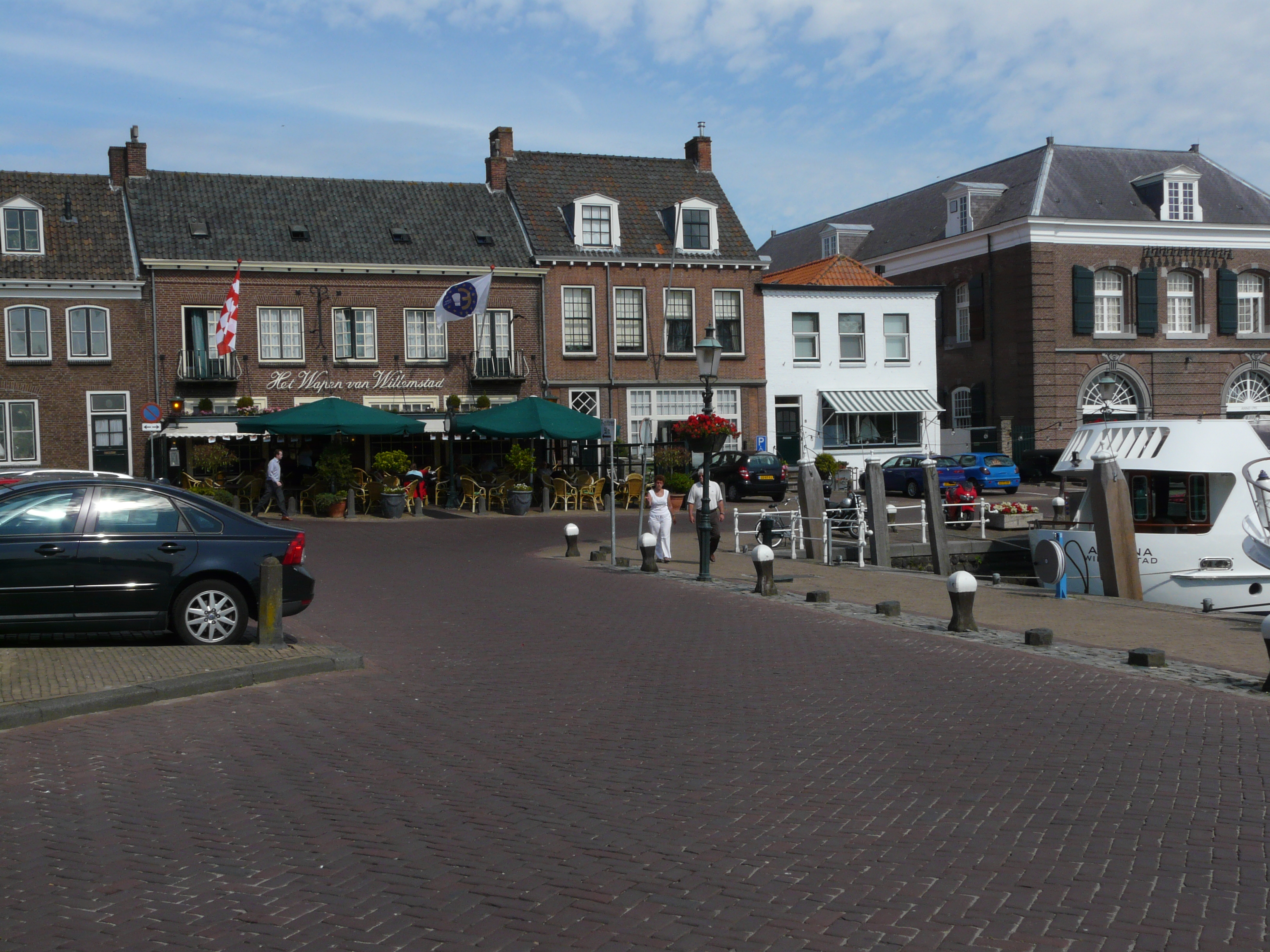
Benedenkade Haven
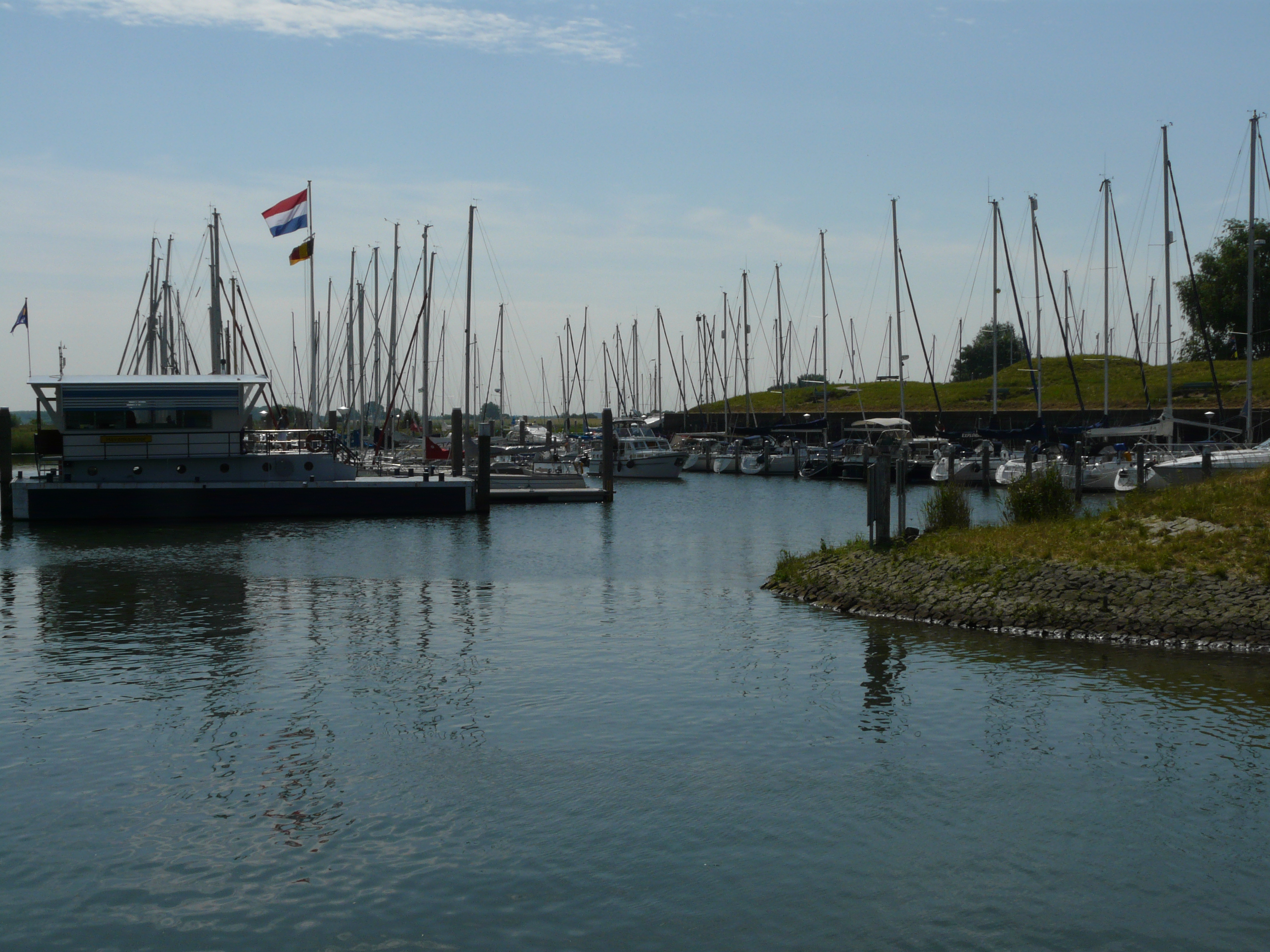
Jachthaven
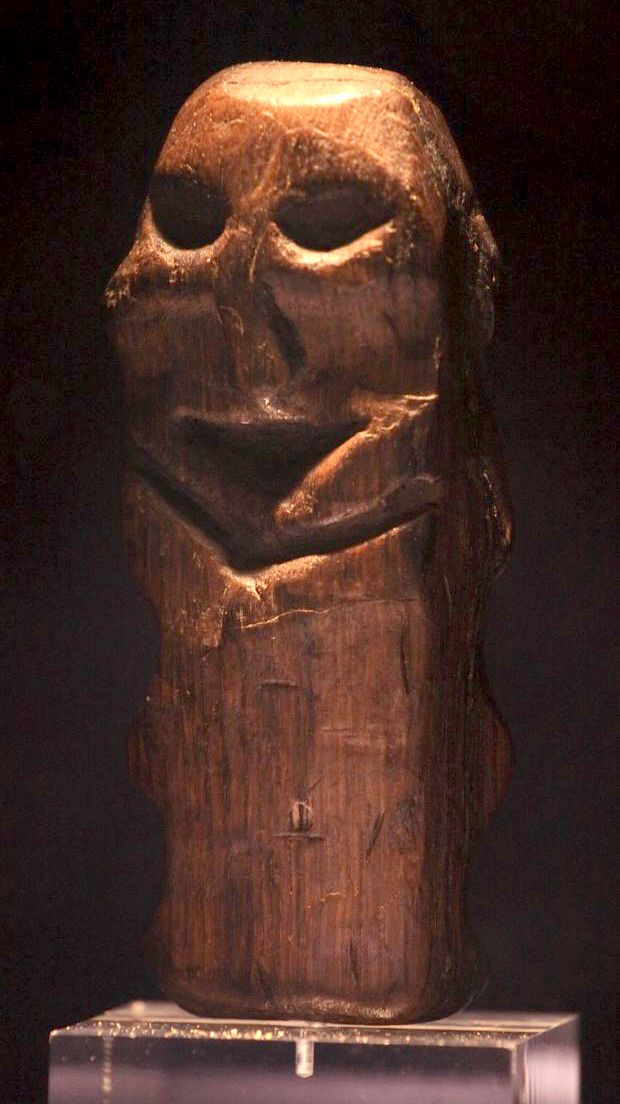
Mannetje van Willemstad